# بوکا پوینت (فلوریدا)
بوکا پوینت (به انگلیسی: Boca Pointe) یک منطقهٔ مسکونی در ایالات متحده آمریکا است که در شهرستان پام بیچ، فلوریدا واقع شده‌است. بوکا پوینت ۳٫۰ کیلومتر مربع مساحت و ۳٬۳۰۲ نفر جمعیت دارد و ۴ متر بالاتر از سطح دریا قرار دارد.